# Anton Heraščenko
Anton Jurijovyč Heraščenko (ukr. Антон Юрійович Геращенко, 10. února 1979 Charkov, Ukrajinská SSR) je poradce a bývalý náměstek ukrajinského ministra vnitra. V letech 2014 až 2019 byl poslancem ukrajinského parlamentu.

## Život
Heraščenko se poprvé stal poradcem ministra vnitra s nástupem Arsena Avakova do této funkce v roce 2014. Heraščenko v této roli informoval novináře o zformování praporu Donbas, praporu Azov nebo sestřelení letu Malaysia Airlines.
V říjnu 2014 byl Heraščenko zvolen poslancem v ukrajinských parlamentních volbách, jako nezávislý za stranu Lidová fronta.
V parlamentu byl jedním z jeho asistentů budoucí ministr vnitra Denys Monastyrskyj.
V lednu 2017 bylo oznámeno, že Služba bezpečnosti Ukrajiny (SBU) zabránila pokusu o atentát na Heraščenka.
Dne 25. září 2019 byl opět jmenován náměstkem ministra vnitra Arsena Avakova.
Když Avakov 15. července 2021 odstoupil z funkce, Heraščenko se stal poradcem nového ministra Denyse Monastyrského. Dne 4. srpna 2021 byl z funkce náměstka odvolán. V září 2021 byl jmenován koordinátorem nového Úřadu pro ochranu obchodu v rámci ministerstva vnitra.